# 神明通り

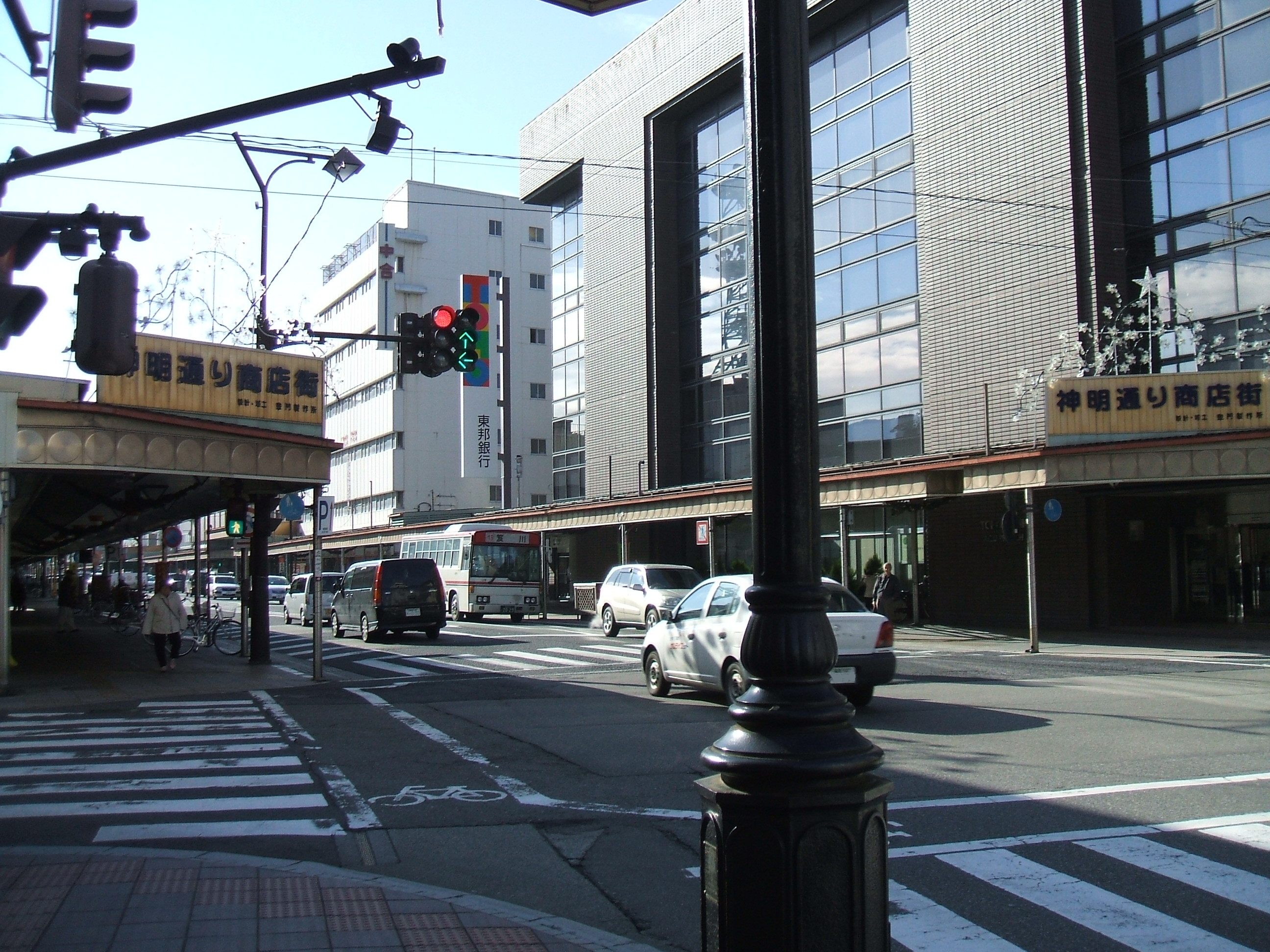
神明通り北側

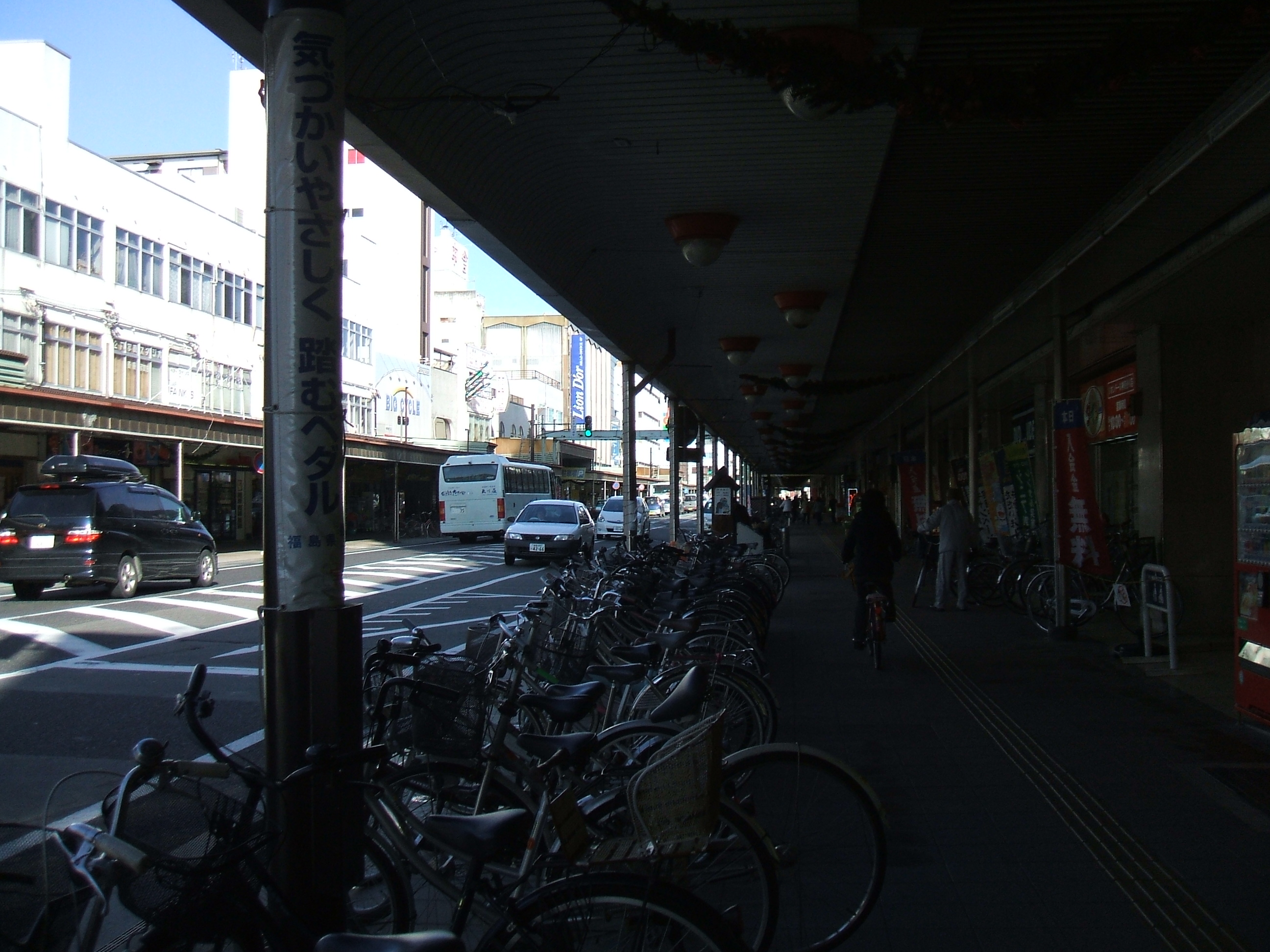
神明通りアーケード内部

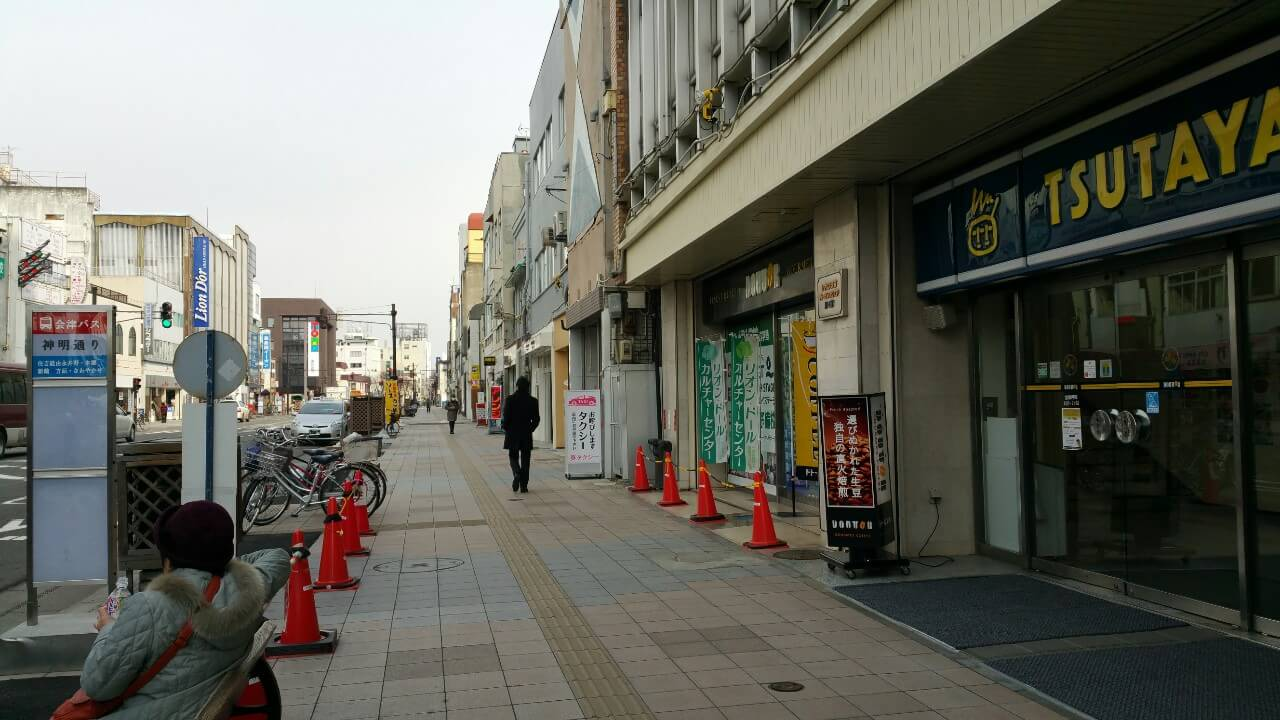
神明通り アーケード撤去後（2016年2月）

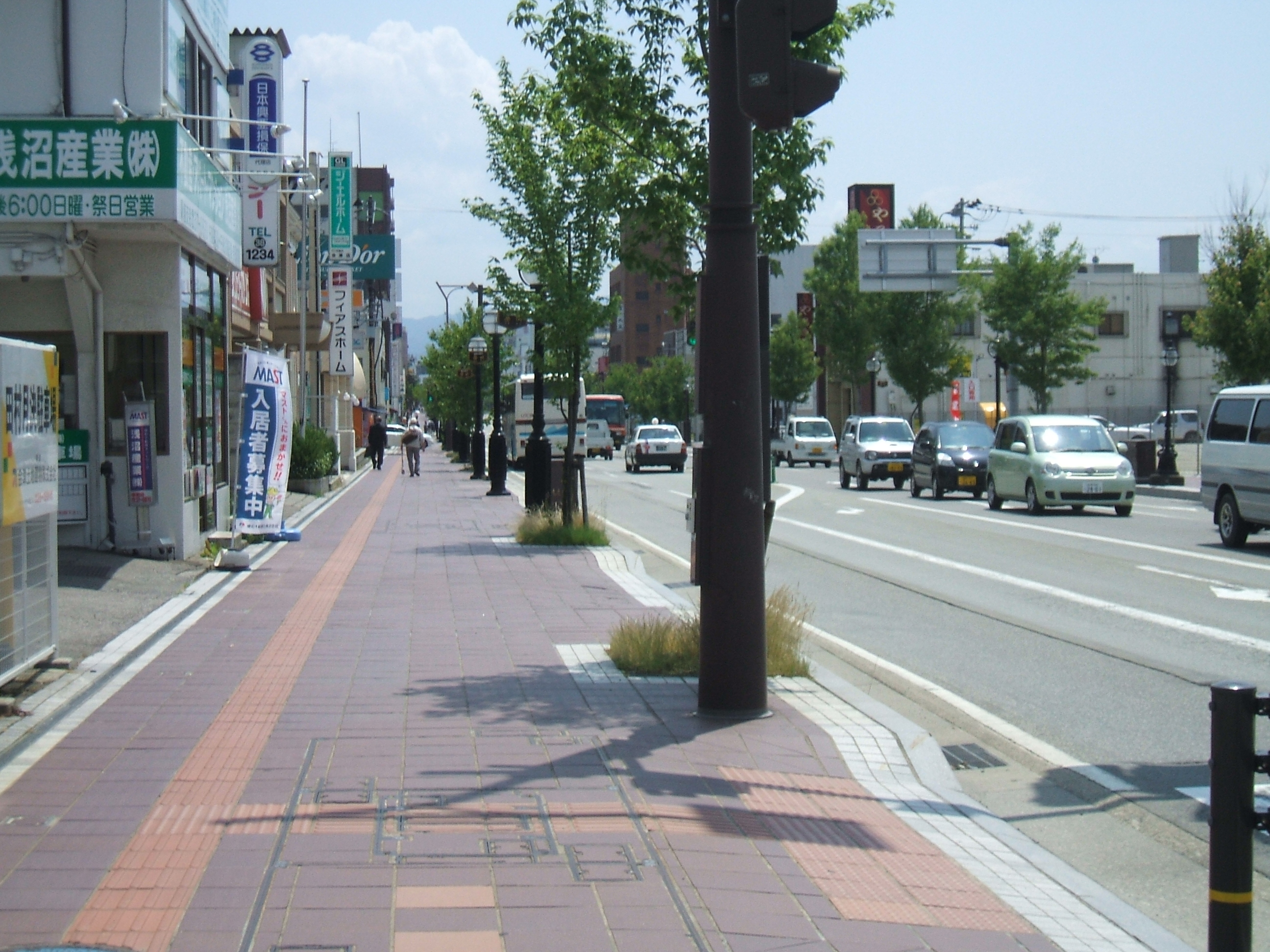
中央通り

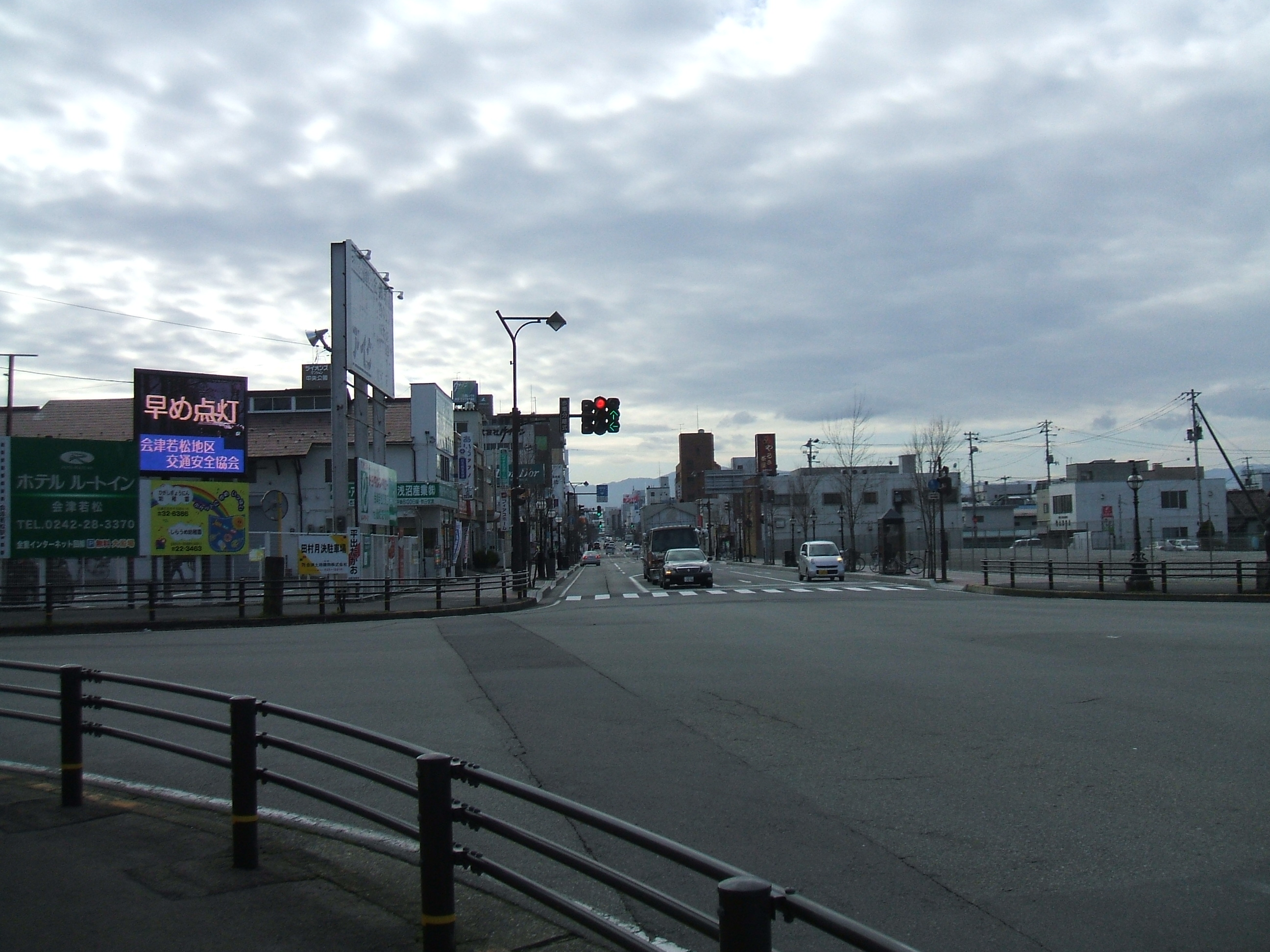
中央通り北側から（右の更地は会津サティがあった場所）

神明通り（しんめいどおり）は、福島県会津若松市内の通りの名称。国道118号、国道121号、国道401号の経路になっている。加えて、本項目では神明通り北側の中央通り（ちゅうおうどおり）についても説明を加える。神明通りは会津若松市道との交差点（神明通り南交差点）から福島県道325号湯川大町線、国道252号との交差点まで、中央通りはその北側、白虎通りとの交差点までが該当する。

## 概要
神明通りおよび中央通りは、会津若松市の中心市街地を経由する幹線道路で、神明通りは商店街であり、神明通り商店街振興組合が存在する。また、神明通りはアーケード商店街になっておりさまざまな小規模店舗があるが、並行して閉店しシャッターが降りたままの建物も少なくない。過去には百貨店を含む大型店(リオンドール旧本店、中合会津店、ニチイダイゼン、長崎屋会津若松店など)も存在したが、2020年にリオンドール旧本店が解体され、大型店舗はなくなった。
神明通りの名称は、神明通りの西側に存在する「神明神社」からとされる。また、北側の中央通り沿線にもスーパーマーケット、レストランなどをはじめとする商業施設が立ち並ぶ。
神明通り（延長341m）は片側1車線で幅員22m、中央通り（延長1181m）は片側2車線で幅員20mであり、それぞれ電線の共同溝が整備されている。また、会津若松市の交通バリアフリー整備事業では実施の特定経路に指定されている。そのほか、神明通りでは季節によってベンチが設置されるほか、イルミネーションなども行われている。

## 沿革

### 神明通りの開通とその繁栄
1942年（昭和17年） 、当時の若松市の都市計画が決定する。この都市計画は、疎開道路として現在の神明通りを含んでおり、神明通りの建設にあたっては興徳寺を移転するものであった。加えて、神明通りの建設時期は第2次世界大戦と重なっており、前述のように疎開道路として工事が進められる中で、店舗や蔵などの取り壊しも伴うものであった。1946年（昭和21年）11月に工事が進められていた道路は開通、開通に前後して現在の中町にある神明神社より、神明通りの通り名が与えられている。その後、闇市となっていた時期を経て、昭和30年代に入るころまでに、若松市の市街地における中心的な商店街に発展する。
この時期になると、神明通りは商店街としての整備が進められ、1953年（昭和28年）に舗装工事が開始されたほか、1956年（昭和31年）には 神明通り南側の交差点に、会津若松市初の道路信号機が設置される。これは東北で初めての道路信号機設置ともされている。また、同年から翌年にかけてネオンアーチやアーケードが設けられている。
そのほか、この時期の神明通りには大型店の開店もみられている。1961年（昭和36年）に大善デパート（後のニチイダイゼン、現在のまちづくり会津駐車場の位置）が、1963年（昭和38年）には、あとに中合会津店となる若松デパートが神明通り沿いに開店した。その後、1971年（昭和46年）には長崎屋も神明通り沿いに開店している。

### 中央通りの計画と完成
1967年（昭和42年） 、中央通りを計画に含む、大町区画整理事業がはじまる。この区画整理事業と、それに伴う中央通りの整備は、会津若松駅と神明通りや会津若松市役所などを結ぶ大町通りなどの混雑を原因のひとつとするものであり、市街地を迂回する国道49号のバイパスである、若松バイパスなどと同時期に事業が行われた。その後、工事を経て、1978年（昭和53年）に中央通りは開通し、7月14日には開通式が行われている。区画整理事業は、中央通りの整備に加えて、公園の整備なども伴うものであったが、墓地や住宅などの移転が行われた上で計画が進められた。

### 近年の神明通りと中央通り
1993年（平成5年）、 国道121号の経路が大町通りから神明通りおよび中央通りに付け替えられた ほか、1995年（平成7年）には国道118号の経路に指定されている。
また、神明通りを含む中心市街地の店舗は、その後郊外を中心に増加したスーパーマーケットやコンビニエンスストアの影響により、従来より厳しい状況に置かれているとされる。
2015年（平成27年）、神明通りのアーケード新築が決定し、同年9月14日から解体工事が行われた。2016年（平成28年）度中の完成が予定されている。

## 交差する道路など
国道起点方面から終点方面の順。交差する道路について、特記がない場合は会津若松市道。交差する道路については、左側が上り線側、右側が下り線側。
| 国道118号、国道121号、国道401号 南会津町、水戸市方面         |                          |                |
| 会津若松市役所方面                                           | 市街地西部方面           | 〈神明通り〉南 |
| -                                                            | 市街地西部方面           | -              |
| -                                                            | 七日町方面               | -              |
| 福島県道325号湯川大町線                                      | 国道252号                | -              |
| 市街地方面                                                   | 〈野口英世青春通り〉方面 | -              |
| 市街地方面                                                   | 〈野口英世青春通り〉方面 | -              |
| 市街地方面                                                   | 〈大町通り〉方面         | -              |
| 市内東山町方面                                               | 〈大町通り〉方面         | -              |
| -                                                            | 会津若松駅方面           | -              |
| 市内一箕町方面                                               | 〈大町通り〉方面         | -              |
| 市内中央三丁目                                               | 〈大町通り〉方面         | -              |
| 市内一箕町方面                                               | 〈大町通り〉方面         | -              |
| 飯盛山方面 〈白虎通り〉                                      | 会津若松駅 〈白虎通り〉  | -              |
| 国道118号、国道121号、国道401号 国道49号（滝沢バイパス）方面 |                          |                |

## 会津まつり
会津まつりは、1953年（昭和28年）から会津若松市で催されている祭りで、現在は9月22日から3日間開催されている。神明通り、中央通りは会津まつり内のイベント、会津藩校行列の経路になっているなど、会津まつりの開催地の一部になっている。

## 街なかテナントミックス
戦略的中心市街地賑わい再生事業（街なかテナントミックス事業）として中合会津店の営業終了に対して行われる対策で、前述の中合のほか、先に閉店した会津サティの中に入居していたテナントを街なか地域（神明通り地域など）に誘致するもの。また、加えてテナントの誘致にとどまらず、中心市街地の環境整備も行う計画になっている。

## 沿線
- 会津若松市役所
  - 神明通り南交差点から市道150m。
- 神明神社
- 興徳寺
- 高巌寺
- 本光寺
- 満福寺
- 福證寺
- 紫雲寺
- 中合会津店
  - 2010年（平成22年）2月に閉店。
- 会津若松郵便局
- 大町中央公園
- 会津サティ跡
- 会津若松駅